# Сергеенко, Игорь Петрович
Игорь Петрович Сергеенко (бел. Ігар Пятровіч Сергеенка; род. 14 января 1963, д. Столица, Шарковщинский район, Витебская область, БССР, СССР) — белорусский военный и государственный деятель, Председатель Палаты представителей Национального собрания Республики Беларусь (с 22 марта 2024). Фигурант санкционных списков ЕС, Канады, ряда других стран.
Глава Администрации президента Республики Беларусь (5 декабря 2019 — 22 марта 2024).

## Биография
Родился в 14 января 1963 года в д. Столица Шарковщинского района Витебской области.
В 1984 году окончил Белорусский государственный университет. В 1984—1986 годах проходил службу в Вооруженных Силах.
С 1986 по 1988 год — заведующий учебно-методическим кабинетом кафедры истории КПСС и политэкономии Витебского государственного медицинского института.
В 1988—1989 годах был курсантом Высших курсов Комитета государственной безопасности СССР.
В 1989—2005 годах проходил службу на различных должностях в органах Комитета государственной безопасности Республики Беларусь.
С 20 января 2005 года по 22 января 2010 года являлся начальником управления КГБ по Гродненской области.
В 2006 году окончил Академию управления при Президенте Республики Беларусь.
C 22 января 2010 года по 12 апреля 2013 года являлся начальником управления КГБ по Могилевской области.
С 12 апреля 2013 года по 16 декабря 2013 года — первый заместитель председателя КГБ Республики Беларусь по контрразведывательной деятельности. С 16 декабря 2013 года по 5 декабря 2019 года — первый заместитель Председателя КГБ Республики Беларусь. Входил в состав межведомственного совета по делам иностранных учащихся, межведомственной комиссии по вопросам приобретения и содержания недвижимого имущества Республики Беларусь за границей.
6 декабря 2019 года уволен в запас с военной службы и назначен главой Администрации президента Республики Беларусь с присвоением высшего класса государственного служащего.
22 марта 2024 года Игорь Сергеенко был избран председателем Палаты представителей Национального собрания Республики Беларусь.

## Семья
Женат, имеет двоих детей.

## Международные санкции
2 февраля 2011 года начальник управления КГБ по Могилевской области Сергеенко был внесён в «Чёрный список ЕС» как ответственный за репрессивную работу КГБ против гражданского общества и демократической оппозиции на Могилёвщине.
31 августа 2020 года Сергеенко был включён в список лиц, на которых наложен бессрочный запрет на въезд в Латвию, пятилетний запрет на въезд в Эстонию и запрет на въезд в Литву в связи с тем, что он «своими действиями он организовал и поддержал фальсификацию президентских выборов 9 августа и последующее насильственное подавление мирных протестов». 29 сентября он был добавлен в санкционный список Великобритании. 6 ноября Сергеенко вновь включили в «Чёрный список ЕС». При обосновании введения санкций отмечалось, что он как глава Администрации президента, который тесно связан с Александром Лукашенко и отвечает за обеспечение реализации президентских полномочий в сфере внутренней и внешней политики, поддерживает режим Лукашенко, в том числе в кампании репрессий и запугивания, которую проводит государственный аппарат после президентских выборов 2020 года.
24 ноября 2020 года к санкциям ЕС присоединились Албания, Исландия, Лихтенштейн, Норвегия, Северная Македония, Черногория, а 11 декабря — и Швейцария. Кроме того, 6 ноября Сергеенко попал под санкции Канады.